# Theater aan het Spui

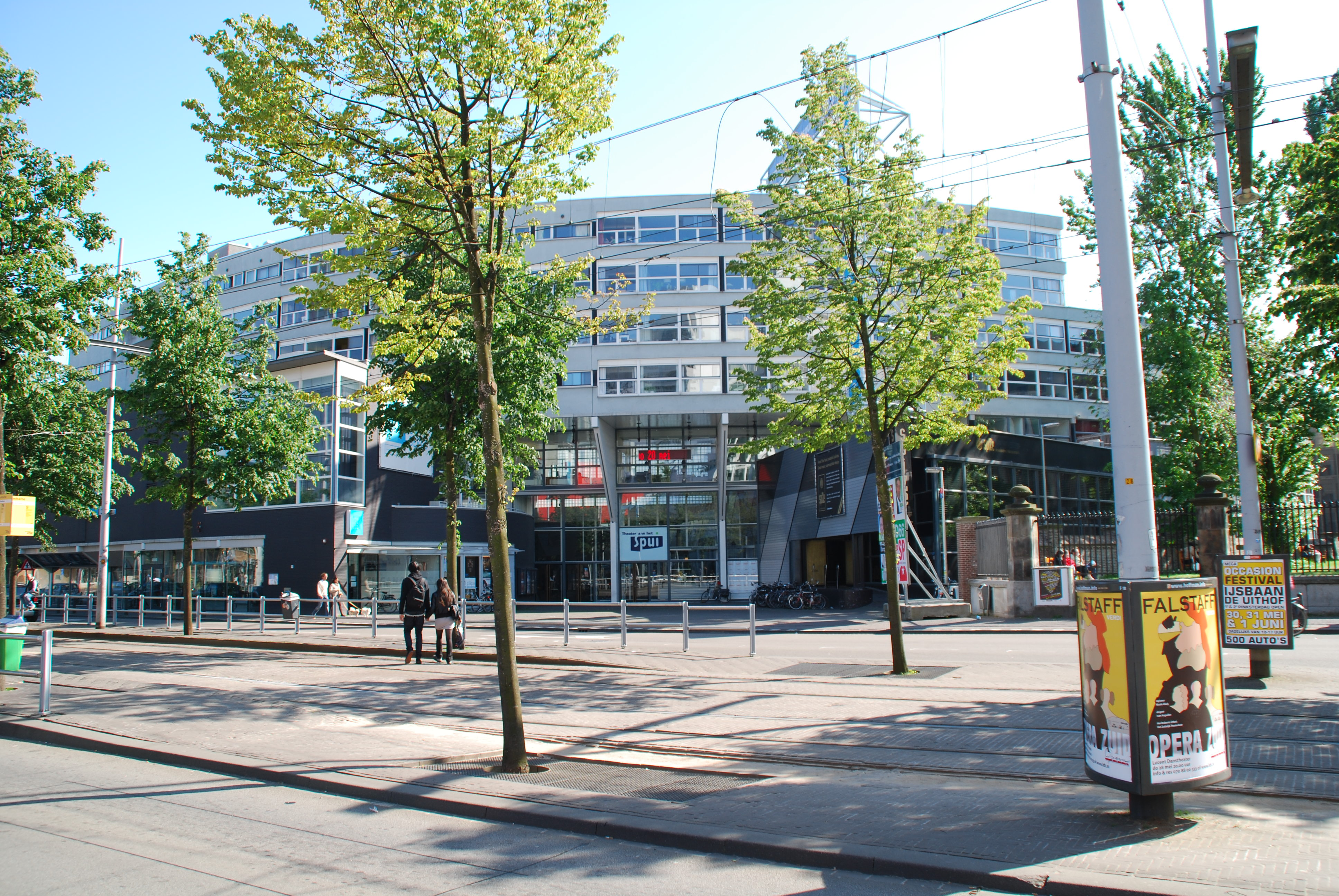
Het Theater aan het Spui

Theater aan het Spui is een middelgroot vlakke-vloertheater gelegen aan het Spui, het culturele hart van Den Haag. Het bevindt zich naast de Nieuwe Kerk en het Filmhuis Den Haag.
Het theater is een ontwerp van architect Herman Hertzberger en beschikt over twee zalen: de grote zaal met 360 stoelen en de kleine zaal met 170 stoelen. Er is een ruime foyer. Theater aan het Spui werd op zaterdag 6 maart 1993 geopend door de wethouders Ans van den Berg (Cultuur) en Peter Noordanus (Stadsvernieuwing).
Het theater huisvest een aantal festivals als Todaysart, CaDance, Movies that Matter, Holland Dance Festival en Writers Unlimited (voorheen Winternachten).
Theater aan het Spui produceerde ook eigen voorstellingen, onder meer van de choreografen Lonneke van Leth en Jorinde Kuiper en de regisseurs Annechien Koerselman en Greg Nottrot. Annette Speelt was tot en met 2008 het huisgezelschap.